# Zàpadni (Primórie)
|  | Per a altres significats, vegeu «Zàpadni». |

Zàpadni (en rus: Западный) és un poble (un possiólok) del krai de Primórie, a l'Extrem Orient de Rússia, que en el cens del 2010 tenia 524 habitants.